# Dave Berry
Dave Berry (pseudoniem van David Holgate Grundy; Sheffield, 6 februari 1941) is een Engelse rhythm-and-blues-zanger.
Met This Strange Effect ("you've got this strange effect on me, and I like it"), geschreven door Ray Davies van The Kinks, bereikte hij in 1965 de eerste plaats van de Nederlandse Top 40. Met The Crying Game haalde hij de vijfde plaats in de UK Singles Chart in 1964, evenals later met Little Things (1965) en Mama (1966). Hij trad toen doorgaans volledig gehuld in zwarte kleren op.
Van zijn grootste hit This Strange Effect verschenen coverversies op cd's van voormalig Rolling Stones bassist Bill Wyman (Stuff) en Hooverphonic (Blue Wonder Power Milk).

## Discografie

### Albums
- Dave Berry (1964)
- Special Sound of Dave Berry (1966)
- One Dozen Berries (1966)
- Dave Berry '68 (1968)
- Remembering (1976, compilatie)
- The Crying Game (1983)
- This Strange Effect (1986, compilatie)
- Hostage to the Beat (1988)
- Memphis....in the Meantime (2003)

### Singles
| Single met eventuele hitnotering(en) in de Nederlandse Top 40 | Datum van verschijnen | Datum van binnenkomst | Hoogste positie | Aantal weken | Opmerkingen                 |
| ------------------------------------------------------------- | --------------------- | --------------------- | --------------- | ------------ | --------------------------- |
| This strange effect                                           | 1965                  | 31-07-1965            | 1(3wk)          | 35           | Nr. 1 in de Single Top 100  |
| Can I get it from you                                         | 1965                  | 06-11-1965            | 12              | 11           | Nr. 7 in de Single Top 100  |
| Little things                                                 | 1965                  | 20-11-1965            | 26              | 6            |                             |
| I'm gonna take you there                                      | 1965                  | 04-12-1965            | 4               | 15           | Nr. 3 in de Single Top 100  |
| If you wait for love                                          | 1966                  | 12-02-1966            | 9               | 11           | Nr. 7 in de Single Top 100  |
| Mama                                                          | 1966                  | 16-07-1966            | 16              | 13           | Nr. 17 in de Single Top 100 |

| Single met hitnotering(en) in de Vlaamse Ultratop 50 | Datum van verschijnen | Datum van binnenkomst | Hoogste positie | Aantal weken | Opmerkingen |
| ---------------------------------------------------- | --------------------- | --------------------- | --------------- | ------------ | ----------- |
| This strange effect                                  | 1965                  | 01-08-1965            | 4               | 26           |             |
| I'm gonna take you there                             | 1965                  | 01-12-1965            | 5               | 12           |             |
| If you wait for love                                 | 1966                  | 16-04-1966            | 17              | 1            |             |
| Mama                                                 | 1966                  | 30-07-1966            | 1(2wk)          | 15           |             |

### NPO Radio 2 Top 2000
| Nummers met noteringen in de NPO Radio 2 Top 2000 | '99 | '00  | '01  | '02  | '03  | '04  | '05  | '06  | '07  | '08  | '09 | '10  | '11  | '12  | '13  | '14  | '15  | '16  |
| ------------------------------------------------- | --- | ---- | ---- | ---- | ---- | ---- | ---- | ---- | ---- | ---- | --- | ---- | ---- | ---- | ---- | ---- | ---- | ---- |
| Now                                               | -   | 1344 | 1863 | 1747 | 1625 | 1854 | 1816 | 1861 | 1969 | 1767 | -   | 1897 | -    | -    | -    | -    | -    | -    |
| This Strange Effect                               | 921 | 760  | 1114 | 974  | 838  | 993  | 966  | 985  | 1041 | 972  | 906 | 847  | 1322 | 1644 | 1575 | 1356 | 1677 | 1862 |

1. ↑  Een '-' betekent dat het nummer niet was genoteerd en een vetgedrukt getal geeft de hoogste notering van een nummer aan.
2. ↑  Deze tabel is bijgewerkt tot en met de laatste editie (2024).